# Gynacantha demeter
Gynacantha demeter là loài chuồn chuồn trong họ Aeshnidae. Loài này được Ris mô tả khoa học đầu tiên năm 1911.